# Ståkke
Ståkke is een zogenaamde Sameby binnen de Zweedse gemeente Arjeplog. De Sameby is een aanduiding voor een gebied waar de Saami hun rendieren konden hoeden en zich konden voorzien van levensonderhoud. In tegenstelling tot Maskaur heeft het geen echte centrale plaats. Het gebied ligt ten noordoosten van Arjeplog. De gemeenschappelijke spraak was Ume-Samisch, doch invloeden van Lule-Samisch en Pite-Samisch zijn merkbaar, aangezien dat de spraak was van hun buren. Het gebied was in 1968 1591 km² groot. In Ståkke wonen bossaami (in tegenstelling tot de bergsaami ten westen van hun).
"Naamgever" van het gebied is de berg Stuor-Ståkke (of Stor-Stahkke), die 787 meter boven zeeniveau reikt.
Binnen de Sameby liggen een aantal verzamelpunten:
| - Snierra - Vatjemjaur - Holm (Eggelatj) - Bergviken - Sadenåive - Saddajaur | - Vuojat (Saddaluspe) - Suppovare - Långsjön (Kåbrek) - Bårgojaur - Puoudakatsjaur - Kudduinjaur | - Mattaur - Bårgo - Rinko - Paktek - Lulleldes (sydost Tjåkkolis) - Peiveldes (ost sjön Harrok) | - Skålka (nordväst Ståkkevare) - Jauratj - Puoitasjaur - Gidak (Jäknajaur) - Abraur (föreningspunkt Ståkke-Östra och Västra Kikkejaur) - Granudden | - Suolojaur - Kaljoktjavelk - Lövnäs - Ardnapuouda - Svartberget - Tjarvelk | - Vuornatj - Pettaudden - Seitetjålme, Stensund |

## Opmerkingen
De coördinaten zijn in het gebied gelegen, alleen ter oriëntatie. Een precieze aanduiding is niet te geven.
Bestuurscentrum: Arjeplog (tätort)
Småort: Laisvall · Slagnäs
Overig: Adolfström · Gautosjö · Hällbacken · Jäkkvik · Kasker · Kurrokvejk · Laisvall by · Luokta-Mavas · Maskaur · Mellanström · Miekak · Örnvik · Racksund · Semisjaur-Njarg · Ståkke · Svaipa · Tjärnberg · Västra Kikkejaur